# Carlsberg (Brauerei)
Die Carlsberg A/S mit Sitz in der dänischen Hauptstadt Kopenhagen ist der drittgrößte Brauereikonzern der Welt. Im deutschsprachigen Raum ist er unter anderem durch die Marken Holsten, Astra, Duckstein, Lübzer, Wernesgrüner, Feldschlösschen und Gatzweilers Alt vertreten.
Carlsberg ist nicht zu verwechseln mit der deutschen Karlsberg Brauerei aus Homburg.

## Unternehmen
Der Gesamtumsatz des Konzerns belief sich im Geschäftsjahr 2023 auf rund 73,5 Milliarden Dänische Kronen, umgerechnet etwa 9,8 Milliarden Euro. Der jährliche Bierausstoss der zum Konzern gehörenden Brauereien liegt bei 100 Millionen Hektoliter.

### Umsatz von Carlsberg in Deutschland
Umsatz von Carlsberg in Deutschland von 2017 bis 2021:
- 2017 – 297,91 Mio. Euro
- 2018 – 273,75 Mio. Euro
- 2019 – 287,45 Mio. Euro
- 2020 – 285,64 Mio. Euro
- 2021 – 333,95 Mio. Euro

## Geschichte

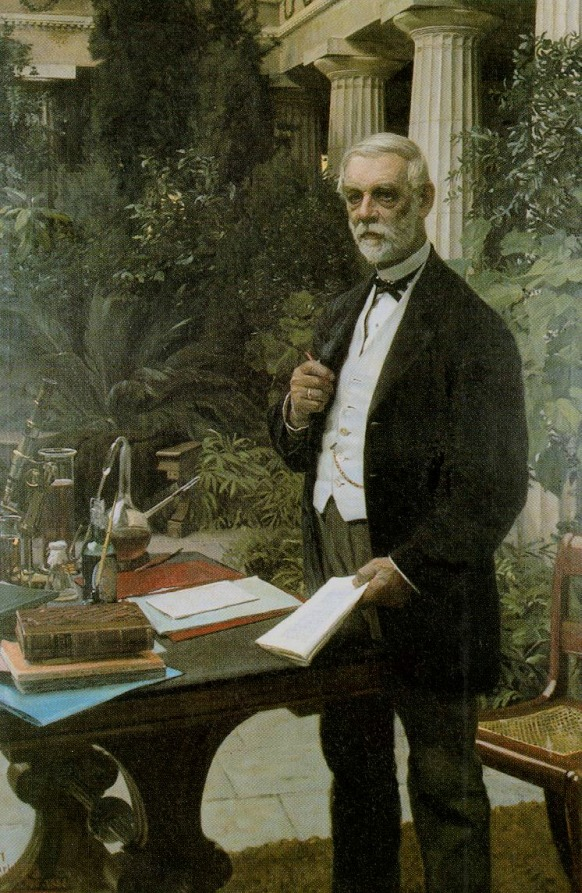
J. C. Jacobsen

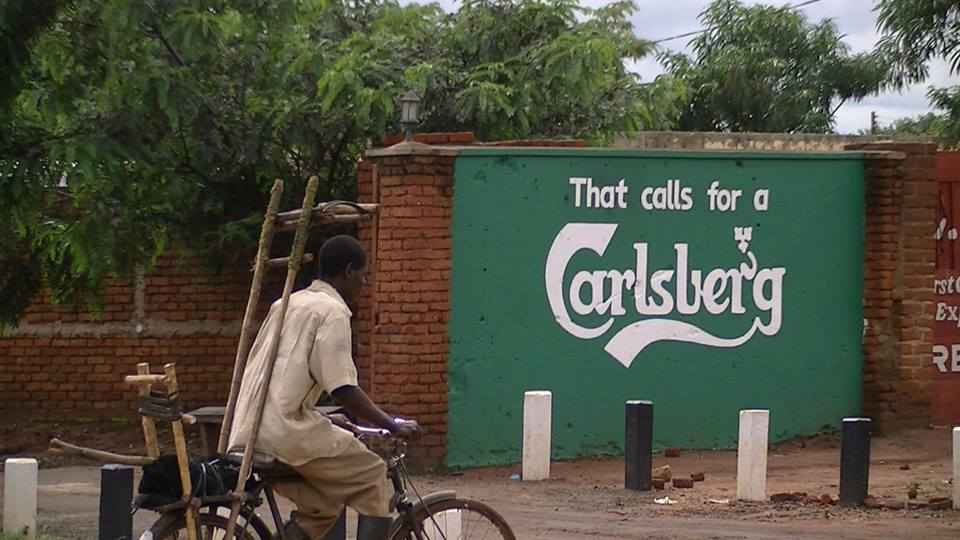
Werbung in Malawi

Die Geschichte der Brauereigruppe geht auf das Jahr 1847 zurück, als Firmengründer Jacob Christian Jacobsen die Carlsberg-Bryggerier Kjøbenhavn im Stadtteil Vesterbro eröffnete. Das Firmengelände jener Tage ist heute unter dem Namen Gamle Carlsberg ein beliebtes touristisches Ziel der Hauptstadt, mit Führungen, Bierverkostungen und kulturellen Veranstaltungen.
Schon früh begann Carlsberg, sein Bier auch im Ausland abzusetzen. 1868 verkaufte Carlsberg erstmals Bier in Edinburgh. 1939 machte Carlsberg alleine 55 Prozent des gesamten britischen Bierimports aus.
1882 folgte Jacobsens Sohn Carl dem Vorbild seines Vaters und eröffnete seine eigene Brauerei, Ny Carlsberg. Nach dem Tod des Vaters führte Carl 1906 die Unternehmen Gamle und Ny (Alt und Neu) zur gemeinsamen Firma Carlsberg Breweries zusammen. Den durch einen industriellen Produktionsprozess entstandenen Wettbewerbsvorteil nutzte Carlsberg, um sein Geschäft auszuweiten. Ein weiteres Ergebnis dieses Bestrebens ist der untergärige Hefepilz Saccharomyces carlsbergensis, der 1883 in den Forschungslabors von Carlsberg gezüchtet und 1908 von Emil Christian Hansen nach der Brauerei benannt wurde.
Von 1956 bis 1976 war Anthon Wilhelm Nielsen Direktor von Carlsberg. Unter ihm eröffnete der Konzern 1968 seine erste Brauerei im Ausland in Malawi. In Europa hingegen ging man mehrmals Fusionen und Joint Ventures ein, an denen man kurze Zeit später die absolute Mehrheit selbst erwarb. Auf diese Weise verleibte sich der Konzern nacheinander den inländischen Hauptkonkurrenten Tuborg (1970), die britische Tetley-Brauerei (1992–1997) und die Orkla-Gruppe (2001–2004) ein. Besonders durch die Tuborg-Übernahme eröffnete sich dem Konzern ein lukratives zweites Standbein: Die Areale des Konkurrenten wurden nach und nach zu teuren Wohn- und Geschäftszentren umgebaut und sichern seither weitere Einnahmen.
Auch auf dem deutschen Markt expandierte Carlsberg mit der Übernahme der Holsten-Brauerei im Frühling 2004. In der Schweiz verfügt Carlsberg seit 1999 mit Feldschlösschen Getränke ebenfalls über ein Tochterunternehmen.
Carlsberg übernahm im April 2005 die Mehrheit an der malayischen Malaysia Berhad Brewery.
Der weltweite Einkauf, Produktion und Logistik werden seit 2013(?) über ein Vertriebszentrum im schweizerischen Ziegelbrücke koordiniert. In dem dafür gegründeten Unternehmen Carlsberg Supply Company werden bis zu 200 Mitarbeiter beschäftigt.
Das Bundeskartellamt verhängte am 2. April 2014 gegen die Tochtergesellschaft Carlsberg Deutschland sowie gegen mehrere weitere Brauereien in Deutschland und den Verband Rheinisch-Westfälischer Brauereien e. V. Geldbußen wegen verbotener Preisabsprachen bei Bier in Höhe von insgesamt 231,2 Millionen Euro.
Im Mai 2020 übernahm Carlsberg einen Anteil von 60 % am Brauereiarm des britischen Pub-Betreibers Marston’s. Den restlichen Anteil des Brauereigeschäfts übernahm Carlsberg im Juli 2024. Im Oktober 2020 wurde ein Abkommen zur Übernahme der Wernesgrüner Brauerei mit der Bitburger Brauerei getroffen, die Übernahme erfolgte am 1. Januar 2021. Im Juli 2024 einigte sich Carlsberg mit dem britischen Getränkehersteller Britvic auf eine Übernahme für 3,3 Milliarden Pfund (umgerechnet 3,9 Milliarden Euro). Der Übernahmeprozess wurde am 17. Januar 2025 abgeschlossen.

## Die Marken

### Carlsberg
Die Hausmarke Carlsberg, ein dänisches Bier nach Pilsener Brauart, ist Marktführer in Dänemark und eine der weltweit am weitesten verbreiteten Biermarken. Der grüne Schriftzug mit dem stilisierten Hopfenblatt und der englische Slogan probably the best beer in the world (wahrscheinlich das beste Bier der Welt) (der übrigens in der ursprünglichen Reklame von Orson Welles gesprochen wurde), sind seit den 70er-Jahren weitgehend unverändert. Carlsberg tritt als Marke auch im Sport-Sponsoring und als Namensgeber für kulturelle Einrichtungen auf (siehe unten).
Unter dem Namen Jacobsen Vintage 3 verkauft Carlsberg eines der teuersten Biere der Welt.

### Tuborg

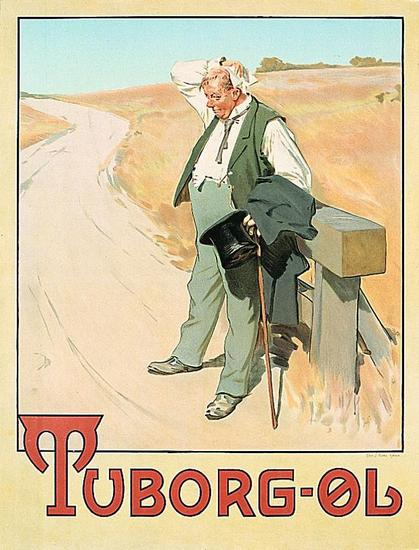
Der durstige Mann (Den tørstige mand)

Tuborg ist die kleinere der beiden dänischen Brauereien des Konzerns; sie wurde 1880 ebenfalls in Kopenhagen gegründet. In Deutschland wird Tuborg, anders als in Dänemark, nach dem Reinheitsgebot von 1516 in Hamburg gebraut. Es zeichnet sich durch besonders süßen Geruch und mittelherb-süßlichen Geschmack aus.
International besonders bekannt ist det grønne (das Grüne, wegen seines grünen Etiketts) für seine Reklame geworden: das Reklameschild Der durstige Mann des Malers Erik Henningsen, das einen schwitzenden Wanderer zeigt, der sich nach einer Erfrischung sehnt, wurde im Laufe der Jahre millionenfach reproduziert und gilt manchen als eines der wichtigsten dänischen Kunstwerke des 20. Jahrhunderts.
Markant ist auch die 1888 errichtete Tuborgflasken, ein 30 Meter hoher Aussichtsturm in Form einer Bierflasche, der in Hellerup unweit des Kopenhagener Zentrums steht.
Eine weitere bekannte Reklame der Brauerei, ist der TV-Spot für Tuborgs Julebryg, ein spezielles Weihnachtsbier (Weihnachtsbiere sind in Dänemark ein essentieller Bestandteil der juletid, der Vorweihnachtszeit): der Trickfilm handelt vom Weihnachtsmann, der im nächtlichen Schneegestöber Geschenke ausfährt, sich dann aber kurzfristig entscheidet, einem vorbeifahrenden Tuborg-Lastwagen hinterherzueilen, und schließt mit einem Weihnachtsgruß an die Zuschauer ab. Dieser Spot wird seit vielen Jahren in unzähligen Varianten ausgestrahlt.
Die Bierproduktion der im Kopenhagener Vorort Hellerup gelegenen Tuborg-Brauerei wurde 1998 ausgelagert und das Gelände zum überwiegenden Teil in Wohnungen umgestaltet.
2005 wurde die Bierproduktion der Carlsberg-Brauerei im Kopenhagener Stadtteil Vesterbro in die etwa 100 km nördlich von Flensburg gelegene Stadt Fredericia ausgelagert. Dort erfolgt seitdem die Produktion der dänischen Marken Carlsberg, Tuborg, Kongens und Wiibroe und es werden dort etwa 60 % des dänischen Bieres gebraut. Am Standort in Kopenhagen befinden sich nur noch die Konzernverwaltung sowie die Gasthausbrauerei Jacobsen. Die Gebäude werden derzeit zur Carlsberg By [Carlsberg-Stadt] umgestaltet. Bis einschließlich 2014 fand in der nun abgerissenen ehemaligen Abfüllhalle jährlich im Monat Mai ein großes Bierfestival statt, bei dem zahlreiche kleine und größere dänische – in geringem Umfang auch ausländische – Brauereien ihre Erzeugnisse vorgestellt haben. Dieses Festival besteht auch weiterhin, nun jedoch in einer nahe gelegenen ehemaligen Lokomotivwerkstatt.

### Tetley’s
Die Tetley’s Brewery aus Leeds in der englischen Grafschaft Yorkshire weist in ihrer Entstehung einige Parallelen zu Carlsberg auf: beide wurden in der ersten Hälfte des neunzehnten Jahrhunderts gegründet (Tetley 1822) und wurden in den ersten Jahren maßgeblich durch das Verhältnis von Gründervater und Sohn beeinflusst; in diesem Fall waren dies Joshua und Francis Tetley, die aus einem familiären Malzverarbeiter in kurzer Zeit die führende Brauerei Nordenglands machten, mit zeitweise mehr als 300 firmeneigenen Pubs.
1911 machte Tetley weltweit Schlagzeilen, als der Zauberkünstler Harry Houdini beinahe beim Versuch ums Leben kam, aus einem randvollen Gärbottich zu entfliehen. Die Antwort der Brauerei auf den Zwischenfall: „Warum auch vor dem besten Bier der Welt fliehen wollen?“
1993 fusionierten Carlsberg und Tetley’s, das sich vor allem im Rugby-Sponsoring engagiert, zu einer gemeinsamen Gesellschaft, doch seit längerem werden die Geschäfte hauptsächlich von Kopenhagen aus geführt.

### Marken in Deutschland und der Schweiz

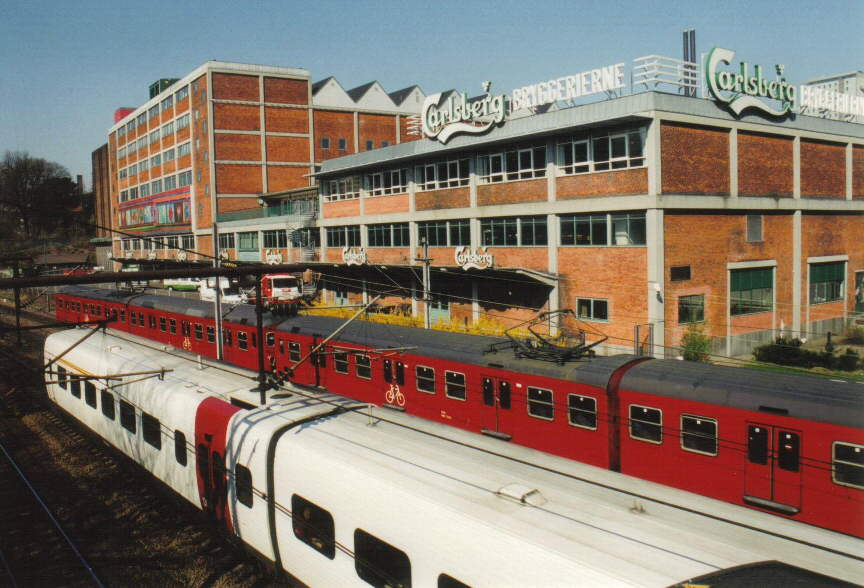
Ehemalige Carlsberg-Brauerei in Kopenhagen, unter anderem zu sehen in Die Olsenbande stellt die Weichen

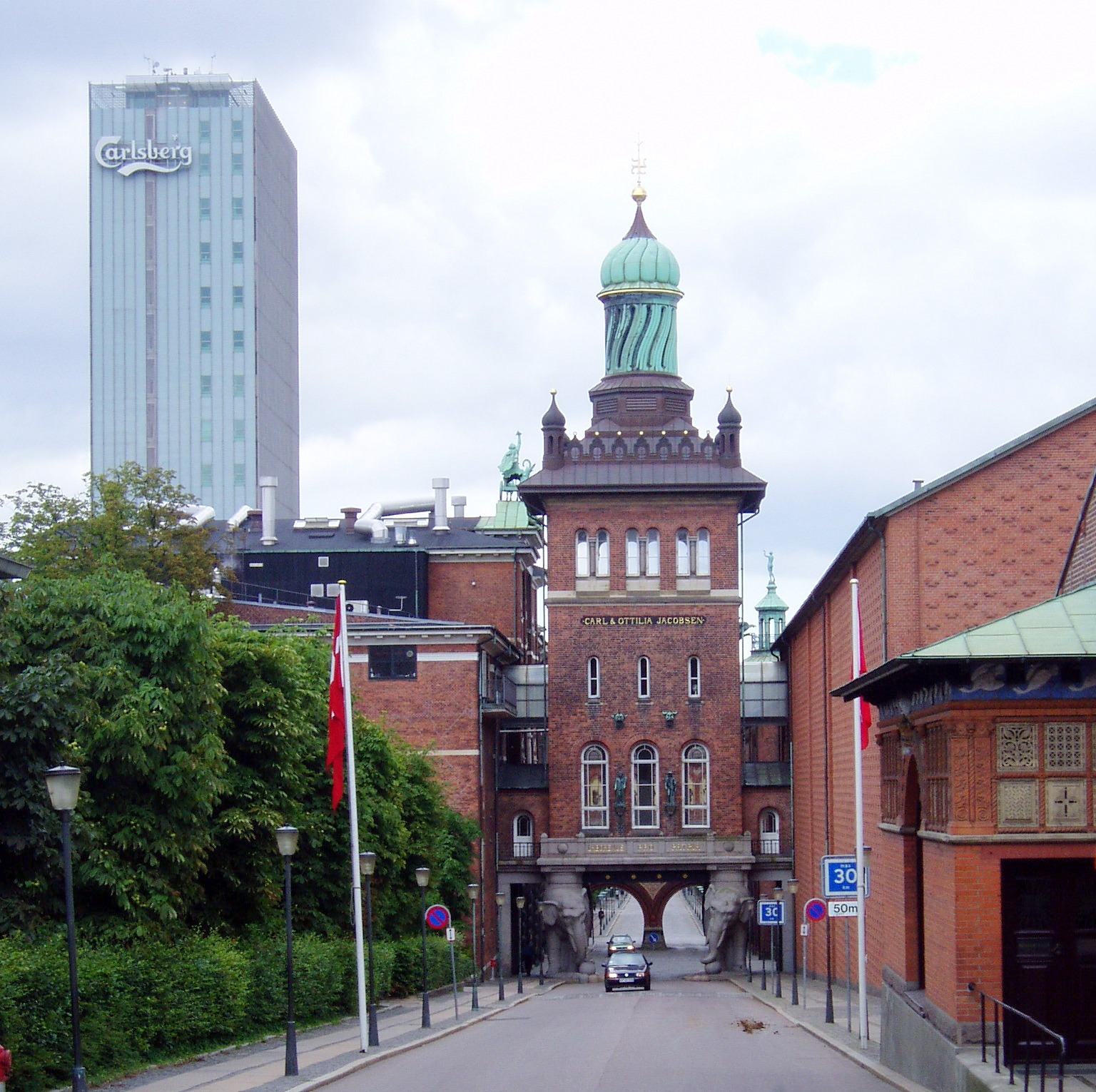
Das Carlsberg-Hauptquartier in Kopenhagen mit dem 1901 von Vilhelm Dahlerup geschaffenen Elefantentor

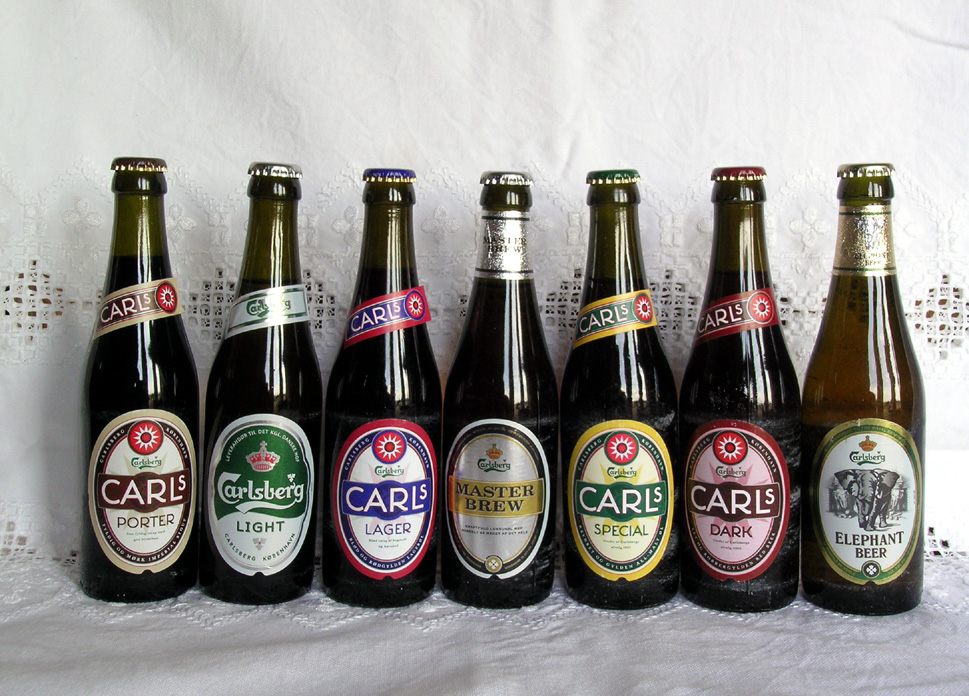
Biersorten

Deutschland ist für Carlsberg einer der wichtigsten nationalen Märkte; hier ist der Konzern weniger stark mit seiner Hauptmarke oder Tuborg vertreten, sondern mit einheimischen etablierten Marken:
- Astra
- Duckstein
- Elephant Beer
- Gatzweilers Alt
- Holsten Pilsener
- Lüneburger Pilsener
- Lübzer
- Wernesgrüner

ehemals
- Feldschlößchen in Braunschweig (2004 durch Übernahme der Holsten-Brauerei erworben; 2009 die Brauerei, nicht aber die Namensrechte verkauft an  Oettinger)
- Feldschlößchen in Dresden (2004 durch Übernahme der Holsten-Brauerei erworben; 2011 verkauft)
- Hannen Alt[16]
- Landskron in Görlitz (2004 durch Übernahme der Holsten-Brauerei erworben; 2006 verkauft)

In der Schweiz ist Carlsberg mit etwa 45 Prozent Marktanteil durch ihre 1999 erworbene Tochtergesellschaft Feldschlösschen Marktführer, mit den Marken:
- Anker, Rheinfelden AG (bis 1996 eine Altbiermarke bei Cardinal in Fribourg, in den 2000er Jahren nur noch eine Supermarktmarke für Lager Hell)
- Cardinal, Fribourg, inklusive Cardinal Draft und das ursprüngliche Eve Mischgetränk (Brauerei wurde im Juni 2011 geschlossen)
- Gurten, Bern (Brauerei geschlossen)
- Feldschlösschen, Rheinfelden AG
- Hürlimann, Zürich (Brauerei geschlossen)
- Löwenbräu Zürich, Zürich (Brauerei geschlossen)
- Valaisanne, Sitten/Sion
- Warteck, Basel (Brauerei geschlossen)

Am 31. August 2010 beschloss die Firma Carlsberg den Standort in Fribourg aus betriebswirtschaftlichen Gründen zu schließen.

### Marken im restlichen Europa
Carlsberg ist mit seinen Hauptmarken Carlsberg und Tuborg und vielen regionalen Marken Marktführer in Nordeuropa und hält wesentliche Marktanteile in Russland, dem Baltikum und Südeuropa. Hauptkonkurrenten auf dem europäischen Markt sind die niederländische Heineken und die belgische AB InBev.
- Baltika, Joint-Venture, 1990 in Sankt Petersburg gegründet; 2023 unter staatliche Verwaltung gestellt
- Pripps Blå, Schweden
- Kronenbourg, Frankreich
- Karhu, Finnland
- Mythos, Griechenland
- Ringnes, Norwegen
- Super Bock, Marktführer in Portugal
- Okocim, Bosman, Piast und Harnaś, Polen
- Pirinsko und Shumensko, Bulgarien
- Saku, Estland
- Splügen und Bock 1877, Italien
- Birrificio Angelo Poretti. Italien
- Troy und Venüs, Türkei
- Lav, Serbien
- PAN, Kroatien
- Švyturys und Utenos, Litauen
- Aldaris, Lettland
- Žatecký Pivovar (ehem. Bürgerbrauerei), Tschechien

## Kulturelles, wissenschaftliches und sportliches Engagement
Bereits 1876 wurde, von Jacobsen persönlich, die Carlsberg-Stiftung gegründet, in der dieser sein kulturelles Mäzenatentum bündelte. Bereits zwei Jahre später eröffnete die Stiftung im Schloss Frederiksborg in Hillerød ihr erstes Museum, das Museum für nationale Geschichte. Das bedeutendste Museum der Stiftung ist jedoch die Ny Carlsberg Glyptotek, die gemeinsam mit der Stadtverwaltung von Kopenhagen geleitet wird. Sie ist eines der bedeutendsten nicht-königlichen Museen Dänemarks.
Ein weiteres Standbein der Aktivitäten der Stiftung ist die Förderung der Wissenschaften. Eingedenk der Tatsache, dass die Brauerei ihren weltweiten Erfolg zu einem großen Teil den Entdeckungen ihrer Forschungsabteilung (insbesondere des Saccharomyces carlsbergensis und der Kjeldahlschen Stickstoffbestimmung) zu verdanken hat, fördert die Stiftung, die gemäß der Satzung immer den Mehrheitsanteil an der Brauerei halten muss, Forschung in den Naturwissenschaften, der Mathematik, Philosophie und den Sozialwissenschaften. Besonders in der Biotechnologie ist die Stiftung sehr aktiv, hier betreibt sie das Carlsberg-Forschungszentrum (Carlsberg Research Centre).
Carlsberg verfügt über ein umfangreiches Engagement im Sport-Sponsoring: Viele Jahre lang warb beispielsweise der FC Liverpool auf seinen Trikots für das dänische Bier. Des Weiteren ziert das Carlsberg-Logo auch die Trikots der dänischen Klubs FC København und Odense BK, und in Asien sponsert Carlsberg die dortige Golf-Tour. Außerdem war Carlsberg auch einer der sechs EUROTOP-Sponsoren der Fußball-Europameisterschaft 2008 sowie offizieller Bier-Sponsor der EM 2016. Da in Frankreichs Fußballstadien ein Werbeverbot für Alkohol gilt, wird Carlsberg in der Bandenwerbung nicht direkt genannt. Die Firmentochter Tetley ist einer der Hauptsponsoren der englischen Rugby-Liga.

## Kritik
Carlsberg wird kritisiert, weil der Konzern zusammen mit Heineken drei Braugerstensorten patentieren ließ.
„Auch im jüngst erteilten Patent auf Braugerste (EP1727905) werden alle Gerstenpflanzen mit einer zufälligerweise entstandenen genetischen Veranlagung (aus Zufallsmutagenese) beansprucht. Das Patent umfasst die Pflanzen, die Körner und das Malz, zudem alle Futtermittel, Lebensmittel und Verfahren zur Herstellung von Getränken, die aus der Gerste produziert werden können.“

## Sonstiges
Ein tuborg beziehungsweise tuborghat („Tuborg-Hut“) oder tuborgparentes („Tuborg-Klammer“) ist ein typografischer Begriff im Dänischen und bezeichnet eine geschweifte Klammer. Das Zeichen hat seinen Namen in Anlehnung an seine Form bekommen, die an die speziellen Sonnenschirme erinnert, die für die Marke Tuborg in der Werbung verwendet werden. Eine andere Erklärung ist die Ähnlichkeit mit einem Kronkorken.